# Kalimpong (Distrikt)
Der Distrikt Kalimpong (bengalisch কালিম্পং জেলা Kālimpaṃ, Nepali कालिम्पोङ जिल्ला) ist ein Distrikt des indischen Bundesstaats Westbengalen. Verwaltungs- und Wirtschaftszentrum ist die gleichnamige Stadt Kalimpong.

## Geographie und Klima

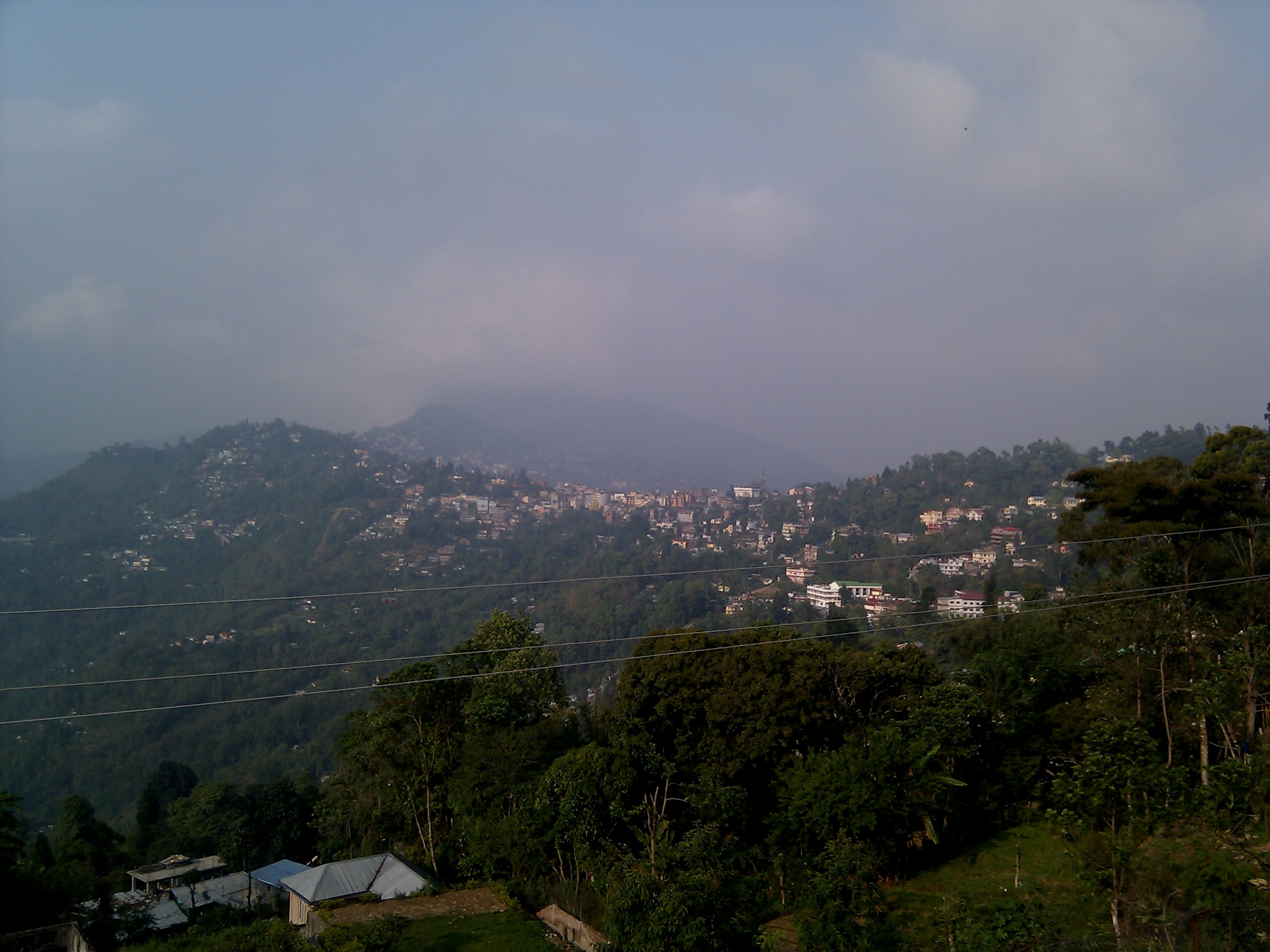
Bergland von Kalimpong

Der Distrikt Kalimpong liegt im östlichen Himalaya bzw. in dessen Vorland. Er grenzt im Norden an den indischen Bundesstaat Sikkim, im Osten an Bhutan, im Süden an den Distrikt Jalpaiguri sowie im Westen an den Distrikt Darjeeling. Die Höhe über dem Meeresspiegel variiert zwischen 91 Metern in den Ebenen und etwa 3170 Metern (Rechila-Danda oder -Gipfel) an der Grenze zu Sikkim und Bhutan. Die größten Flüsse sind der Tista, Rangpo Chhu und Jaldhaka. Die ersten beiden bilden zum größten Teil die nördliche Grenze zu Sikkim und letzterer die Grenze zu Bhutan. Der Tista fließt parallel zur westlichen Distriktgrenze nach Süden und bildet im südlichen Abschnitt die Grenze zum Distrikt Darjeeling. Kalimpong hat nach Angaben der indischen Zensusbehörde eine Fläche von 1053,6 km².
Das Klima Kalimpongs variiert mit der Höhe und gilt insgesamt als mild-gemäßigt und regenreich. Die Temperaturen bewegen sich im Sommer (Mai und Juni) zwischen 16 und 27 °C und im Winter (Dezember bis Februar) zwischen 5 und 17 °C. Der Jahresniederschlag liegt bei 2200 mm und fällt vorwiegend während der Regenzeit des Südwestmonsuns von Mite Juni bis September. In dieser Zeit sind heftige Regengüsse und lang anhaltender Nieselregen typisch.

## Geschichte
Das Gebiet des Distrikts gehörte ab dem Jahr 1700 zum Königreich Bhutan, nachdem es vorher zum Königreich Sikkim gehört hatte. Nach dem anglo-bhutanischen Krieg von 1864–65 kam es mit dem Vertrag von Sinchula vom 11. November 1865 zu Britisch-Indien und wurde zunächst als Teil des Distrikts Western Duars und ab 1867 des Distrikts Darjeeling organisiert. In der Folgezeit wurde der zuvor unbedeutende kleine Ort Kalimpong durch die britische Kolonialverwaltung zu einer Hill Station und zu einem Knotenpunkt für den Handel mit Tibet über den Jelep La (Jelep-Pass) ausgebaut. 1916 wurde die Subdivision Kalimpong als Verwaltungseinheit eingerichtet. Nach dem indisch-chinesischen Grenzkrieg 1962 kam der Handel mit Tibet zum Erliegen, was die wirtschaftliche Entwicklung der Region dämpfte. Am 14. Februar 2017 wurde die Subdivision Kalimpong durch die Regierung der damaligen Chief Ministerin Mamata Banerjee von Darjeeling abgetrennt und als eigener Distrikt eingerichtet.
Der Distriktname leitet sich von dem Namen der Distrikthauptstadt ab und soll in der Lepcha-Sprache so viel wie „Hügel, auf denen wir spielen“ bedeuten.

## Bevölkerung
Nach dem Zensus 2011 hatte der spätere Distrikt 251.642 Einwohner. Das Geschlechterverhältnis war mit 128.450 Männern auf 123.192 Frauen unausgeglichen. Die Alphabetisierungsrate lag mit 73,60 % (Männer 78,50 %, Frauen 68,49 %) und damit etwas unter Durchschnitt des Bundesstaats (76,26 %)
Angehörige der registrierten unterprivilegierten Kasten (scheduled castes) und der indigenen registrierten Stammesbevölkerung (scheduled tribes) machten 16.433 (6,53 %) und 74.976 (29,79 %) der Bevölkerung aus.
In Bezug auf die Religionen war die Bevölkerung relativ gemischt und umfasste Hindus (153.355, 60,94 %), Buddhisten (52.688, 20,94 %), Christen (37.453, 14,88 %), Muslime (3.998, 1,59 %) und andere (4.148, 1,65 %). Im Jahr 2011 sprachen 87,61 % der Einwohner Nepalesisch, 3,18 % Hindi, 2,67 % Lepcha und 1,16 % Bhojpuri als Muttersprache.

### Einwohnerentwicklung
Während die Bevölkerung in der ersten Hälfte des 20. Jahrhunderts um rund 125 % zunahm, betrug das Wachstum in den fünfzig Jahren zwischen 1961 und 2011 109 %. Die Bevölkerungszunahme zwischen 2001 und 2011 lag bei 11,73 % oder rund 26.000 Personen.
| Jahr      | 1901   | 1911   | 1921   | 1931   | 1941   | 1951   | 1961    | 1971    | 1981    | 1991    |
| Einwohner | 41.511 | 49.520 | 60.093 | 68.203 | 79.042 | 93.441 | 120.526 | 134.538 | 158.726 | 190.266 |

### Größere Orte
Die einzige größere städtische Siedlung mit dem Status einer municipality war im Jahr 2011 Kalimpong mit 49.403 Einwohnern und die einzige weitere städtische Siedlung (census town) war Dungra Khasmahal mit 6789 Einwohnern. Der Urbanisierungsgrad lag damit bei 22,33 %.

## Landwirtschaft
Nach dem District Survey Report 2021 wurden etwa 48 Prozent der Distriktfläche landwirtschaftlich genutzt.
Im Distrikt gibt es sechs Teegärten, die eine Fläche von 6084,96 acres (≈ 2463 ha) einnehmen: Samabeong, Upper Fagu, Lower Fagu, Kumai, Ambiok und Mission Hill. Die Teegärten liegen alle im Gorubathan Development Block. Eine Besonderheit von Kalimpong sind Plantagen von Chinarindenbäumen (Cinchona).

## Natur
Ein erheblicher Teil der Distriktfläche ist von Wald bedeckt. Im Nordosten befindet sich der 160 km² große Neora-Valley-Nationalpark, der auf die Tentativliste des UNESCO-Welterbes gesetzt wurde.